# Kalcijev karbonat
Kalcijev karbonat (CaCO3) kalcijeva je sol ugljične kiseline i u prirodi najrašireniji spoj kalcija jer se pojavljuje kao kalcit u različitim oblicima vapnenaca, mramora i kreda. Bez obzira na različit vanjski izgled sve su ove tvari sastavljene od sitnih kristalića kalcita koji kristalizira u trigonskom sustavu. Kalcijev karbonat se javlja i u drugoj kristalnoj modifikaciji, aragonitu, koji kristalizira u rompskom sustavu. Na nekim mjestima (Island) nalazi se osobito čiste i prozirne primjerke kalcita. Takav kalcit naziva se dvolomac jer zraku svjetlosti rastavlja u dvije polarizirane zrake. Zbog toga se upotrebljava za izradu optičkih sprava, najviše Nicolovih prizmi.

## Rasprostranjenost
U obliku vapnenca nalazi se u svim dijelovima svijeta, često u kilometarskim naslagama nastalim od ostataka morskih školjkaša i puževa. Nakon kremena (SiO2), drugi je mineral po rasprostranjenosti u Zemljinoj kori. 
Pri standardnim uvjetima dolazi u obliku bijele krutine. Stijene su u glavnom sastojku od kalcijeva karbonata, pa prirodni uvjeti djeluju na stijene; more, vjetar, voda (led), sunce itd.
U prirodi se nalazi u dva kristalna oblika, kao mineral kalcit i aragonit. Kalcit kristalizira iz vruće otopine trigonskom sustavu, a aragonit iz hladne otopine u rompskom sustavu. Prema tome, o uvjetima kristalizacije ovisi koji će mineral nastati.

U oblicima stijena ili minerala može se još naći primjerice kao:
- Kreda
- Vapnenac
- Mramor
- Dolomit
- Travertin
- Vaterit

Kalcijev karbonat je gotovo netopljiv u čistoj vodi, ali se otapa polagano u prirodnoj vodi s otopljenim ugljikovim(IV) oksidom (CO2) i utječe na tvrdoću prirodne vode.

Kalcijev karbonat je termički nestabilniji od Na2CO3 i raspada se već pri 1000 °C bez prethodnog taljenja.
Velike količine primarnoga kalcijeva karbonata nastaju biokemijskim procesima i taloženjem iz morske vode unutar prostranih plićaka tropskih i suptropskih područja, kao što je primjerice područje današnjih Bahama. Stvrdnjavanjem (litifikacijom) tih taloga nastaju karbonatne stijene.

Karbonatne su stijene uglavnom izgrađene od kalcijeva karbonata (CaCO3), koji je osnovni sastojak vapnenca, te njegovih magnezijskih inačica koje nalazimo u dolomitu.

Kad se procesima taloženja i litifikacije pridodaju geološko vrijeme i prostor u koji se tako nastali karbonati mogu smjestiti, nastaju debele i prostrane „torte“ karbonatnih stijena, koje nazivamo „karbonatne platforme“. Unutar karbonatnih platformi pohranjene su ogromne količine kalcijeva karbonata.

Na prostorima nekadašnje jadransko-dinaridske karbonatne platforme tijekom većeg dijela mezozoika i starijeg kenozoika (razdoblje od gotovo 200 milijuna godina), a zbog sporog tonjenja Zemljine kore ispod razine mora, istaložila se nekoliko tisuća metara debela „torta“ izgrađena od horizontalnih slojeva karbonatnih stijena. Te su naslage tijekom kenozoika deformirane i izdignute nekoliko tisuća metara iznad razine mora, i to zbog snažnih tektonskih pokreta. Istovremeno s izdizanjem, naslage su dijelom erodirale i otopile se.

Tako je nastao veći dio planinskog lanca koji nazivamo Dinaridi, ali i gotovo svi jadranski otoci te velik dio jadranskog podmorja.

Površinske pojave karbonatnih naslaga temelj su za nastavak krškog reljefa. Krš možete lako uočiti vozeći se cestom ili prugom od Karlovca prema jugu, gdje karbonatne stijene nalazimo na površini.

Karbonatni masivi Biokova su jako poznati, također i karbonatna struktura otoka Brača te karbonatni masivi omiške Dinare i Mosora.
Putujući kroz hrvatska krška područja, odgovor o važnosti kalcijeva karbonata u građi Zemlje je jasna, u kolikim se milijardama tona kalcijeva karbonata radi samo na području Hrvatske. Karbonatnih planinskih masiva u svijetu ima nekoliko, od kojih su u velikoj mjeri izgrađene Alpe, Apenini, i drugi alpinski planinski lanci, sve do Himalaje. Na površinskim pojavama karbonatnih naslaga treba pridodati još obilnije količine u podzemlju.

## Kemijska svojstva
Kalcijev karbonat je netopljiv u čistoj vodi, ali se polako otapa u vodi koja sadrži ugljikov(IV) oksid:
CaCO3 + CO2 + H2O ↔ Ca(HCO3)2
Na osnovi te reakcije javlja se tvrdoća kod gotovo svih prirodnih voda. Moć otapanja vode koja sadrži CO2 objašnjava postojanje velikog broja spilja i ponora u području vapnenca. Te spilje i ponori osobito su brojni u starijim formacijama, a nastali su djelomično otapanjem, a djelomično ponovnim taloženjem CaCO3. Za taloženje kalcijeva karbonata najpovoljniji su uvjeti vrlo sporo nadolaženje vode i jednoliko isparavanje bez strujanja zraka. U vapnenačkim spiljama ti se uvjeti idealno zadovoljavaju. Prirodna voda koja sadrži Ca2+ i HCO3- ione polako prodire kroz neku pukotinu i drži se u obliku kapljice na stropu spilje. Kako voda isparava zajedno s ugljikovim dioksidom, prema gornjoj reverzibilnoj reakciji taloži se sićušna čestica vapnenca. Kasnije se druga kap vode uhvati na već istaloženu česticu i proces se ponavlja. S vremenom dugačka siga, od stropa prema dolje, gradi stalaktit od vapnenca. Povremeno kap vode može pasti sa stalaktita na pod spilje, gdje se istom reakcijom stvara stalagmit CaCO3. Cijeli proces otapanja i ponovnog taloženja vapnenca vrlo je spor i može trajati stotine godina.
Kalcijev karbonat se za potrebe građevinarstva zagrijava na oko 1000 °C, a na toj se temperauturi raspada na ugljikov dioksid i kalcijev oksid:
CaCO3 ↔ CO2 + CaO
Reakcija je reverzibilna, a položaj kemijske ravnoteže je za svaku temperaturu određen parcijalnim tlakom CO2. Međutim ako sustav nije zatvoren, tj. ako se CO2 uklanja iz ravnoteže, karbonat će potpuno prijeći u oksid jer se ne može postići dovoljan pritisak CO2 za uspostavljanje ravnoteže. Kalcijev oksid (živo vapno) dobiven tom reakcijom gasi se vodom i prelazi u gašeno vapno, tj. kalcijev hidroksid (Ca(OH)2) koji se koristi u smjesama u građevinstvu (žbuka). Osim za dobivanje kalcijeva oksida, kalcijev karbonat u građevinstvu služi kao građevni kamen.
Kalcijev karbonat reagira s većinom kiselina jer je karbonatna kiselina prilično slaba:
CaCO3 + 2HCl → CaCl2 + H2O + CO2
CaCO3 + H2SO4 → CaSO4 + H2O + CO2
CaCO3 + 2CH3COOH → Ca(CH3COO)2 + H2O + CO2

### Kemijske reakcije
- CaCO3 → CaO + CO2
- Ca(OH)2 + CO2 → CaCO3 + H2O
- CaCO3 + CO2 + H2O → Ca(HCO3)2
- Ca(HCO3)2 → CaCO3 + CO2 + H2O

## Upotreba
Upotrebljava se kao građevinski materijal i kao materijal za dobivanje živog vapna (CaO).

## Zanimljivosti
Moderna istraživanja karbonatnih stijena nezamisliva su bez jedne od najmlađih geoloških disciplina – kemostratigrafije. Ponajviše se koriste metode određivanja pojedinih stabilnih izotopa elemenata ugrađenih u kalcijev karbonat iz karbonatnih stijena (izotopi kisika, ugljika, stroncija i dr.). Pomoću izotopa se može određivati temperatura i salinitet mora iz kojeg se karbonat istaložio, međusobno uspoređivati naslage karbonata istaložene na različitim mjestima na Zemlji ili pak detektirati klimatske promjene tijekom geoloških razdoblja.